# منزل جميع (السياني)

تعديل مصدري - تعديل

منزل جميع هي إحدى قرى عزلة الدامغ بمديرية السياني التابعة لمحافظة إب، بلغ تعداد سكانها 273 نسمة حسب تعداد اليمن لعام 2004.